# مائوریسیو راموس (بازیکن فوتبال، زاده ۱۹۸۵)
مائوریسیو راموس (به پرتغالی: Maurício Donizete Ramos Júnior) مدافع اهل برزیل است که در شهر Piracicaba و در تاریخ ۱۰ آوریل ۱۹۸۵ به دنیا آمده‌است.
مائوریسیو راموس در تیم‌های فوتبال XV de Piracicaba سابقهٔ حضور دارد.